# ダビデ・マーチン
ダビデ・マーチン（1924年 - 2009年2月10日）は、TEAMの宣教師。伝道者、牧師。日本での開拓伝道により9教会をたてあげた。

## 経歴
アメリカ合衆国のニュージャージー州ハッケンサックに生まれる。
フロリダ州立大学卒業。聖書を読み、キリストの復活を信じてキリスト者となる。献身し1950年にダラス神学校を卒業。
1951年に宣教師として来日。日本同盟基督教団金沢中央教会などを開拓。日本基督神学校、聖書宣教会で教鞭をとる。また超教派で伝道者として活躍。
1986年に帰国し、アメリカのシダースプリングス長老教会で牧会。1992年に再度来日。1993年4月から教会の存在しなかった北陸の福井県鯖江市にて開拓伝道。2009年2月10日召天。